# Brzotínske skaly
Brzotínske skaly je národní přírodní rezervace v Národním parku Slovenský kras.
Nachází se na katastrálním území obcí Brzotín a Slavec v okrese Rožňava v Košickém kraji. Území bylo vyhlášeno v roce 1984 na rozloze 433,78 ha. Předmětem ochrany je zachovalý komplex přirozené skalní, lesostepní, lesní a suťové fauny a flóry Slovenského krasu se zastoupením endemických a reliktních společenstev.